# ويليام إيمرسون ريتر
ويليام إيمرسون ريتر (بالإنجليزية: William Emerson Ritter)‏ هو أحيائي أمريكي، ولد في 21 نوفمبر 1856 في مقاطعة كولومبيا في الولايات المتحدة، وتوفي في 10 يناير 1944.